# Trinquet del Sindical
El trinquet Municipal de Castelló de la Plana està situat en el Complex Esportiu del Sindical en el camí de Borriol a la Costa S/N. De titularitat publica i presenta actualment molta activitat gràcies al treball del Club Pilotari Castelló.
És un trinquet cobert, dels anomenats jugadors, amb galeria al dau i de grans dimensions; 58x9,60 que vas ser inaugurat en 2011.
Tots els anys acull partides de professionals: és tradicional el Trofeu Magdalena de Pilota Valenciana que se celebra el dilluns de festes i en setembre se celebra el Trofeu Diputació de Castelló.
Tot just enfront del trinquet a finals del 2017 es va construir un Frontó Valencià inaugurat el 30 de juny de 2018.